# Fudzsivara Tacuja
Fudzsivara Tacuja (藤原 竜也; Hepburn: Tatsuya Fujiwara; Csicsibu, Japán, 1982. május 15. –) japán színész.

## Élete
Csicsibuban született, Japán Szaitama prefektúrájában. Számos sorozatban és filmben kapott főszerepet. Legismertebb filmjei a Battle Royale és a Death Note.

## Filmjei
- Kamen Gakuen (2000)
- Battle Royale (2000)
- Sabu (2002), mint Eiji
- Battle Royal 2 - A megtorlás (Battle Royale II: Requiem) (2003)
- Moonlight Jellyfish (2003)
- Romeo and Juliet (2005)
- A halállista vagy más néven Death Note (2006)
- Death Note - Az utolsó név (Death Note: The Last Name) (2006)
- L: Change the World (2008)
- Chameleon: Long Goodbye (2008)
- Snakes and Earrings (2008)
- Kaiji (2009)
- Rurouni Kenshin: Kyoto Inferno (2014)
- Rurouni Kenshin: The Legend Ends (2014)